# Либохово
Либохово је град у савременој јужној Албанији у региону Ђирокастра. Популација 3 651 (2005).

## Географија
Град се налази у подножју планине Бурето (1763 метра).

## Историја
Археолошки докази указују на веома древно насеље које је достигло свој врхунац у 17. веку. Између 1796. и 1798. године у граду је изграђен замак Либохове. Почетком 19. века за време Али-паше, британски дипломата Вилијам Мартин Лик током свог путовања од Валоне до Ђирокастре,у свом дневнику навои да је Лихово у то време, бројао је око 1000 муслиманских и 100 хришћанских породица.
Лобохова је било дом познате албанске племићке породице, која своје име дели са градом. Пре комунистичке ере, они су имали значајну власт у политици земље. Тврђава је заштићена са четири полигоналне угаоне куле и зидом  који окружује широко двориште. Сестра Али-паше од Тепелене, Шаница, удала се за једног од најзначајнијих чланова породице Либохове и дворац је био мираз који јој је Али-паша поклонио. У центру града налазио се стари платан око којег је изграђен бар-ресторан. У центру се налази и кућа Мифита (бега) Либохове (1876–1927), познатог политичара, првог министра унутрашњих и спољних послова који је служио у албанској влади из 1912. 
Током међуратног периода (20. век) Либохове је била добро наводњено насеље, велика и богата албанска кућа налазила се међу великим и богатим становништвом. Либохова је био центар муслиманског суфијског бекташијског реда са неколико текија у Дропулу. 